# سیاه تپه قلعه شوکت
سیاه تپه قلعه شوکت مربوط به دوران پیش از تاریخ ایران باستان است و در شهرستان سمنان، روستای قلعه شوکت نظام واقع شده و این اثر در تاریخ ۲۸ فروردین ۱۳۸۰ با شمارهٔ ثبت ۳۷۲۰ به‌عنوان یکی از آثار ملی ایران به ثبت رسیده است.